# Gnathostomaria lutheri
Gnathostomaria lutheri är en djurart som tillhör fylumet käkmaskar, och som beskrevs av Ax 1956. Gnathostomaria lutheri ingår i släktet Gnathostomaria och familjen Gnathostomariidae. Arten är reproducerande i Sverige. Inga underarter finns listade i Catalogue of Life.